# Agnana Calabra
Agnana Calabra è un comune italiano di 455 abitanti della città metropolitana di Reggio Calabria in Calabria.

## Storia
Agnana fu edificata attorno al 1343 nei pressi di un convento di monaci basiliani collocato in cima al monte Sant'Agnana (da cui le deriva il nome), ad opera del Barone di Mammola, il quale, per accrescere il feudo fece insediare gli addetti alla custodia dei numerosi armenti della zona ed alcune famiglie contadine per la coltura delle terre. Nel febbraio del 1550 Giovanbattista Carafa, marchese di Castelvetere (oggi Caulonia) cedette per 7 000 ducati i casali di Agnana e Mammola a Giovanni Gagliego, e dopo appena un secolo la stessa Agnana divenne casale di Mammola. Nel 1667, Diego Joppolo ne faceva vendita a Maria Ruffo la quale comprava il casale a nome del figlio Giovanni Spina da Melicuccà. Successivamente passò ai Barreta Gonzaga che lo vendettero nel 1748 ai De Gregorio il cui dominio restò fino al 1806, anno dell'eversione della feudalità. Il terribile terremoto del febbraio del 1783, che procurò la morte a 10 persone e produsse danni valutati intorno ai 30 000 ducati, diroccò anche la chiesa del patrono san Basilio. Questa, ricostruita, fu quasi di nuovo distrutta da un uragano il 23 gennaio del 1885. Ma già in precedenza un altro uragano aveva causato ingenti danni alle abitazioni e agli edifici sacri. Il 19 maggio del 1846 Ferdinando II di Borbone, accompagnato dalla moglie Maria Teresa d'Austria e dall'erede al trono principe Francesco, si recò a visitare i giacimenti minerari di lignite e antracite che costituivano fondate speranze di occupazione e sviluppo per le popolazioni del circondario, abbondantemente sfruttate prima dai Borboni (sino al 1850) dopo dalla popolazione locale (sino alla seconda guerra mondiale). L'antracite, qui estratta, venne utilizzata per la costruzione della linea ferrata italiana (Roma-Frascati) nel 1882. Il primo treno a carbone, partiva fra le grida di gioia «Viva l'Italia, Viva la Calabria». Comunque la sua vera ricchezza è costituita da alcune sorgenti d'acqua minerale, di cui una sulfurea, due clorurate, una ferruginoso-sulfurea, situate in località Junchi. Purtroppo, nonostante siano pregiate (sono state infatti classificate, dopo accurate analisi, "termominerali", cioè adatte alla cura di varie malattie), sono scarsamente sconosciute. Esistono tuttora, nei pressi, i ruderi di alcune vasche, che in passato venivano utilizzate per le cure terapeutiche. Inoltre il paese venne interamente e duramente colpito dal terremoto del 1905. L'ordinamento francese del 1811 e Ferdinando II di Borbone (con sua legge 1.5.1816) classificarono Agnana (594 ab.), villaggio di Canolo. Venne elevato a comune nel 1841, passando così dal circondario di Gerace a quello di Siderno, allora costituito. Assunse l'attuale denominazione nel 1881. Nel 1933 veniva disposto il consolidamento dell'abitato a totale carico dello Stato. Agnana diede i natali a Rocco Nicola Sità (1.12.1908), definito anarchico e "propugnatore di idee non tollerabili dal regime fascista". Nel 1946 fu eletto sindaco l'avv. Domenico Mammoliti.

### Simboli
Lo stemma e il gonfalone sono stati concessi con decreto del presidente della Repubblica dell'8 marzo 1966.
Il gonfalone è un drappo partito di bianco e di azzurro.

## Società

### Evoluzione demografica
Abitanti censiti

A partire dagli anni '50 del '900, si assiste ad un inesorabile e inarrestabile decremento demografico a favore delle grandi città del Nord Italia, soprattutto Genova, e anche paesi esteri come Germania, Inghilterra e Australia, nonché verso la vicina Siderno.

## Infrastrutture e trasporti
È facilmente raggiungibile mediante la Strada Provinciale 85 "Siderno - Siderno Sup. - Agnana Calabra- Canolo Vecchio - Canolo Nuova", in buono stato asfaltata.

## Amministrazione
| Periodo        | Periodo        | Primo cittadino          | Partito                     | Carica  | Note   |
| -------------- | -------------- | ------------------------ | --------------------------- | ------- | ------ |
| 23 giugno 1985 | 21 giugno 1990 | Giuseppe Sansalone Femia | Partito Socialista Italiano | Sindaco | [ 6 ]  |
| 21 giugno 1990 | 24 aprile 1995 | Giuseppe Nicola Cusato   | Lista civica                | Sindaco | [ 7 ]  |
| 24 aprile 1995 | 14 giugno 1999 | Giuseppe Nicola Cusato   | Lista civica di centro      | Sindaco | [ 8 ]  |
| 14 giugno 1999 | 14 giugno 2004 | Giuseppe Nicola Cusato   | Lista civica di centro      | Sindaco | [ 9 ]  |
| 14 giugno 2004 | 8 giugno 2009  | Natalino Cusato          | Lista civica                | Sindaco | [ 10 ] |
| 8 giugno 2009  | 26 maggio 2014 | Natalino Cusato          | Lista civica                | Sindaco | [ 12 ] |
| 26 maggio 2014 | 27 maggio 2019 | Caterina Furfaro         | Lista civica                | Sindaco | [ 14 ] |
| 27 maggio 2019 | in carica      | Giuseppe Lupis           | Lista civica                | Sindaco | [ 16 ] |